# Biographie illustrée du révérend Hōnen
La Biographie illustrée du révérend Hōnen (法然上人絵伝, Hōnen shōnin eden) désigne plusieurs emaki japonais réalisés à partir de la seconde moitié du XIIIe siècle. Ils narrent la vie et les doctrines de Hōnen, un moine important qui fonda la première école du bouddhisme de la Terre pure au Japon. 
La version la plus connue est celle en quarante-huit rouleaux du Chion-in de Kyoto. Réalisée en dix ans à partir de 1307, sa confection est dirigée par le moine Shunshō et le peintre Tosa Yoshimitsu. Preuve de l’importance du personnage, l’œuvre est commandée par l’empereur Go-Fushimi, qui participe également aux calligraphies avec d’autres ministres et aristocrates. De nombreuses versions ou copies de la biographie de Hōnen ont été réalisées durant cette période.

## Contexte

### L’art des emaki

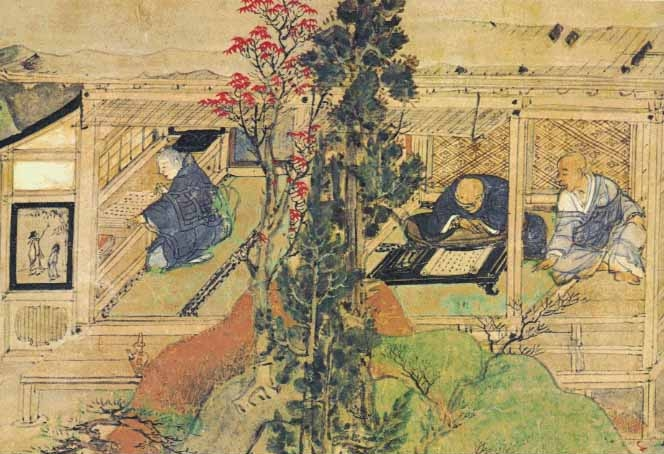
Le jeune Hōnen étudie les enseignements de l’école Tendai au mont Hiei. Version du Chion-in, XIVe.

Apparue au Japon depuis environ le VIe siècle grâce aux échanges avec l’Empire chinois, la pratique de l’emaki se diffuse largement auprès de l’aristocratie à l’époque de Heian : il s’agit de longs rouleaux de papier narrant au lecteur une histoire au moyen de textes et de peintures. Plus tard, les luttes intestines et les guerres marquent l’avènement de l’époque de Kamakura, dominée par la classe des guerriers (les samouraïs). Cette période politiquement et socialement instable offre un terrain propice au prosélytisme pour le bouddhisme, que ce soit à travers la représentation des six voies de l’existence (rokudo-e) ou la diffusion des doctrines des nouvelles écoles,.
À l’époque de Kamakura, les thèmes sont les plus variés et de nombreux emaki sont commandés par les aristocrates et les temples. Ils formaient un moyen de prosélytisme pour transmettre les doctrines bouddhiques, notamment les engi sur la fondation des temples et les kōsōden-e ou eden sur la biographie des moines célèbres. Il existe plusieurs biographies illustrées de ce type, dont les plus connues sont celles d’Ippen, de Shinran et donc, de Hōnen. La Biographie illustrée du moine Hōnen s’inscrit dans le contexte du tout début du XIVe siècle, quand l’âge d’or des emaki (XIIe et XIIIe siècles) commence à passer, ce qui se ressent dans les compositions picturales moins originales et la propension à démultiplier la longueur - les quarante-huit rouleaux de la version du Chion-in de la Biographie illustrée de Hōnen en font le plus long emaki connu.

### Le sujet: Hōnen

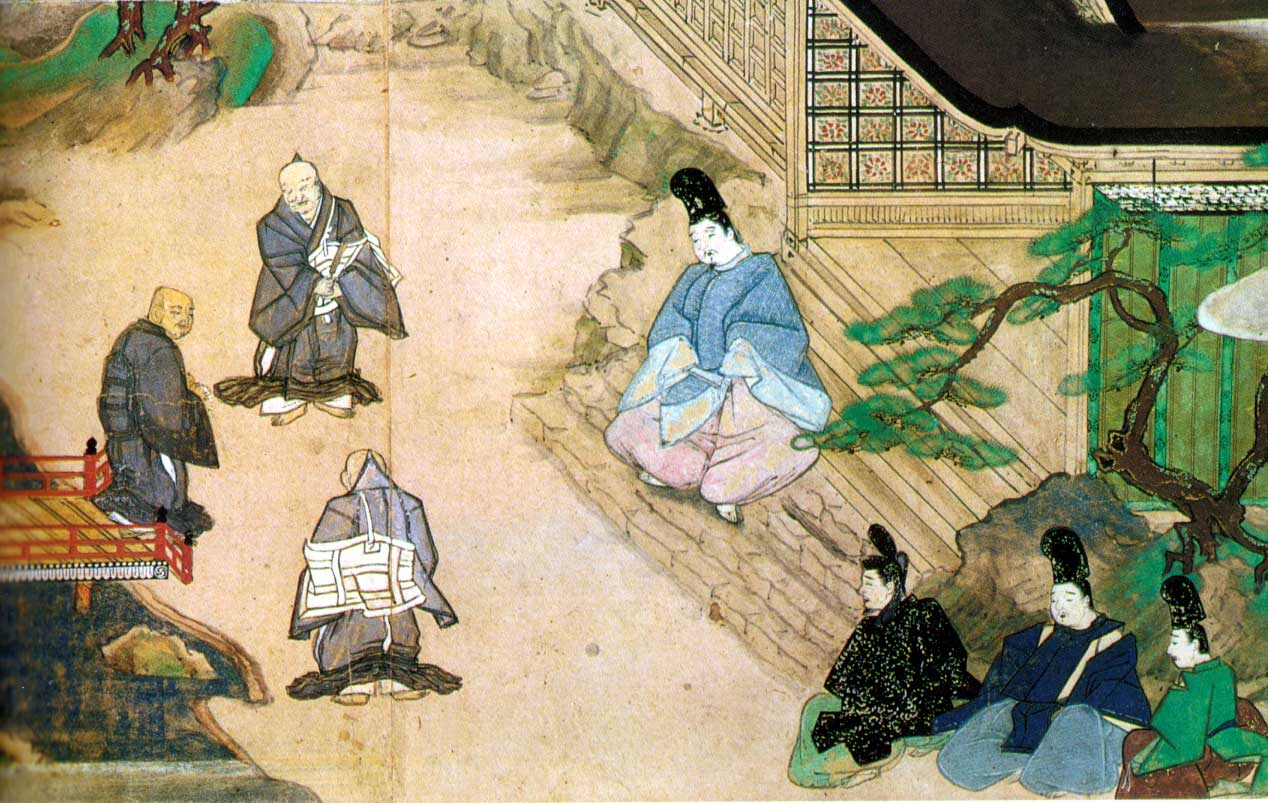
Hōnen est accueilli par Kujo Kanezane, un notable de la cour. Version du Chion-in, XIVe.

L’emaki retrace la biographie du moine Hōnen, fondateur de la première école bouddhique de la Terre pure au Japon, le Jōdo shū. Sa vie est marquée par l’assassinat de son père étant encore enfant, qui le précipite en religion. Il étudie les enseignements de l’école Tendai au mont Hiei, puis parfait son apprentissage et se rapproche du bouddhisme de la Terre pure. Il en fonde donc la première école au Japon, le Jōdo shū, et gagne une grande réputation au point d’être invité à tenir conférence à la cour impériale. Toutefois, son orthodoxie et son rejet des autres pratiques religieuses portent ombrage à d’autres sectes et il est condamné à un exil momentané à Shikoku, tandis que ses disciples sont parfois persécutés. Il peut quitter son exil et continue à diffuser ses doctrines qui rencontrent un immense succès de son vivant même,.
Hōnen enseigne donc les doctrines amidistes, qui expliquent que le bouddha Amida (Amitābha) peut accueillir tous les hommes, même les plus faillibles, dans son paradis pour peu qu’ils trouvent la volonté d’invoquer son nom le plus souvent possible. L’invocation se nomme le nenbutsu : ce bouddhisme rompt franchement avec les doctrines ésotériques et élitistes en vogue durant les siècles passés, et s’adresse au plus grand nombre par la simplicité du nenbutsu et la recherche personnelle de la foi, séduisant également les guerriers (bushi et samouraïs), nouveaux maîtres du Japon.
De par l’importance du moine, de nombreuses biographies existent, et sa vie fut couchée à plusieurs reprises sur des emaki. La version la plus connue est celle détenue par le Chion-in en quarante-huit volumes (trésor national).

## Version en quarante-huit rouleaux du Chion-in

### Description

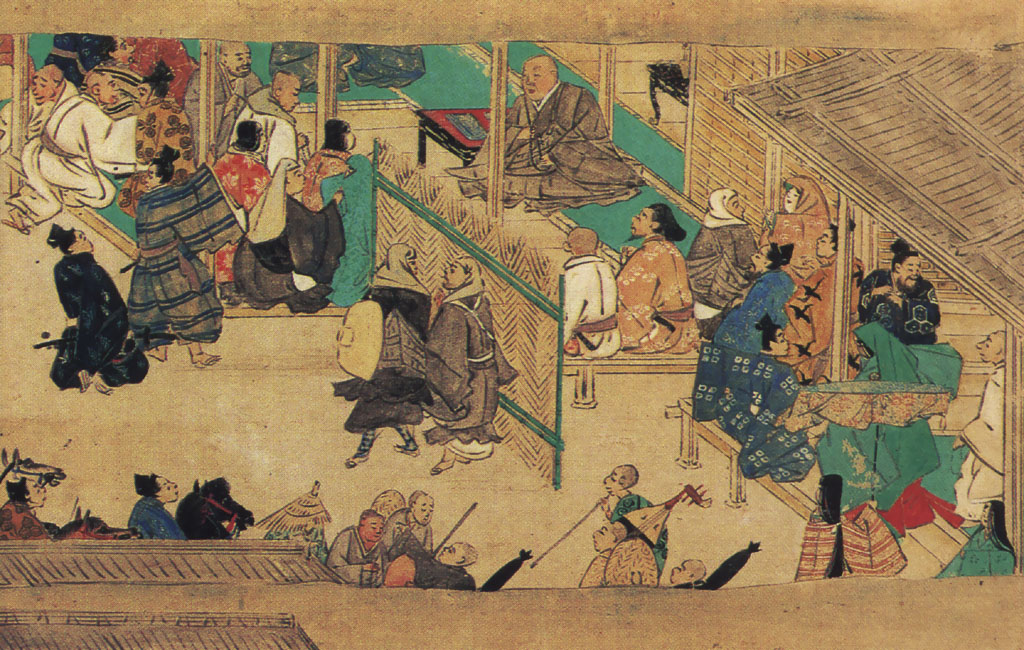
Hōnen prêchant parmi les gens du peuple. Version du Chion-in, XIVe.

La version en quarante-huit volumes est la plus connue, entreposée au Chion-in de Kyoto où elle a été soigneusement conservée. Elle aurait été réalisée en dix ans à partir de 1307 sous la direction du moine bouddhique réputé du Kudoku-in, Shunshō, sur la demande de l’empereur Go-Fushimi, les peintures étant généralement attribuées à Tosa Yoshimitsu, membre de l’e-dokoro (Bureau de peinture) de la cour, et huit autres peintres,. Quant aux calligraphies, elles sont de la main de l’empereur lui-même, de son père Go-Nijō, et de divers aristocrates ou ministres de la cour, soulignant l’importance et l’estime gagnée par Hōnen. L’emaki se compose donc de quarante-huit rouleaux de papier, soit 235 épisodes décrits chacun par un texte et une illustration. Il s’agit du plus long emaki connu de nos jours.
La narration semble proche de la plus ancienne biographie écrite de Hōnen, le Hōnen shōnin shinikki. Toutefois, elle synthétise plusieurs textes sur la vie du moine dans le but de fixer définitivement sa biographie à l’orée du XIVe siècle ; c’est Shunshō qui fut chargé de collecter les divers matériaux biographiques sur la vie du moine,. L’emaki suit le même découpage que les biographies connues : la naissance en 1133 dans une famille de samouraï, l’entré en religion en accord avec les dernières volontés de son père mourant, la formation ecclésiastique au mont Hiei (centre de l’école Tendai), la retraite à Kurodani, la visite auprès de maîtres bouddhiques, la fondation du Jōdo shū, les visions miraculeuses, les conférences à la cour impériale, les relations et l’appui des guerriers, l’exil de 1207 et les persécutions, le pardon, la mort et l’arrivée au Paradis d’Amida, et enfin une courte biographie des seize disciples principaux de Hōnen,. Toutefois, la biographie estompe la quête spirituelle et les positions théologiques de Hōnen pour mettre l’emphase sur ses grandes réalisations, le présentant de façon idéalisée. L’emaki a certainement une fonction prosélyte, la propagation des doctrines du Jōdo shū,.
Cette version est également nommée Hōnen shōnin gyōjō ezu (Illustrations des actes du révérend Hōnen, titre inscrit sur la couverture du manuscrit original), Shijūhakkan-eden (Biographie de Honen en quarante-huit volumes), ou encore Chokushū Yoshimizu daishi gyoden (Biographie du grand maître Enkō de Yoshimizu).

### Style et composition

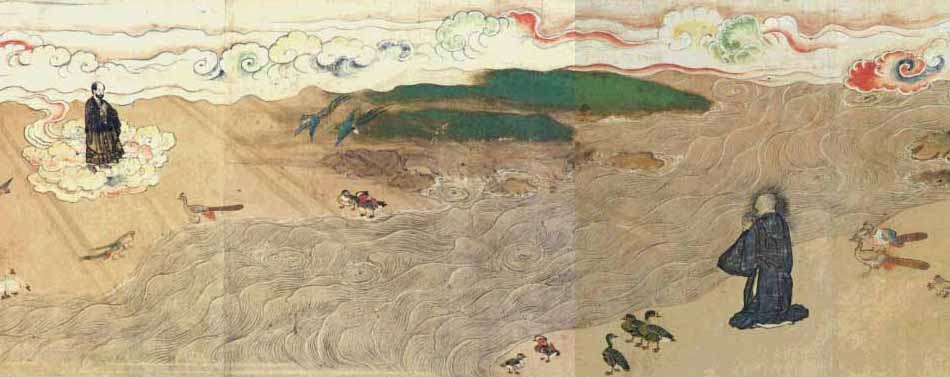
Vision miraculeuse du patriarche Shan-tao en rêve. Version du Chion-in, XIVe.

Les peintures de l’emaki appartiennent au style yamato-e, ici, aux couleurs très soignées. Quelques apports discrets à la peinture chinoise Song (lavis Zen) peuvent être remarqués. Huit peintres ayant travaillé sur l’œuvre, plusieurs styles picturaux cohabitent, bien qu’une unité de forme suggère fortement que le maître de l’école Tosa dirigeait l’ensemble du projet. Toutefois, les emaki sont déjà anciens au XIVe siècle et les artistes n’évitent pas les clichés de compositions. Un exemple de cliché réside dans l’usage des brumes, élément traditionnel mais souvent utilisé ici sans réelle nécessité esthétique ou pratique dans la composition.

## Autres versions
La vie de Hōnen a fait l’objet de plusieurs autres emaki moins connus, en trois, neuf et dix volumes, ainsi que des copies de la version en quarante-huit volumes faites au moment ou quelque temps après sa confection.

### Version en deux rouleaux du Zōjō-ji
La version du Zōjō-ji de Tokyo (bien culturel important) est la plus ancienne conservée de nos jours, et également une des plus courtes. D’après les analyses stylistiques, sa confection se situerait dans la seconde moitié du XIIIe siècle. L’artiste est inconnu, mais l’œuvre révèle sa sympathie pour Hōnen.
Elle se compose de deux rouleaux de papier, le premier sur les études du protagoniste et le second sur les faits mémorables de la vie du moine. Il manque le début du premier, notamment la naissance de Hōnen et la mort de son père ; les trois scènes subsistantes relatent les funérailles, l’entrée en religion de Hōnen et l’apprentissage au mont Hiei. Le second rouleau, complet, rapporte en huit sections quarante années de sa vie : la tonsure, le premier prêche à la cour, la pratique du nenbutsu, les deux rencontres miraculeuses du patriarche Shan-tao et d’Amida, la renommée auprès de la cour, ainsi que l’exil et la persécution de ses fidèles. L’emaki ne mentionnant pas sa vieillesse, il est fort possible qu’un troisième rouleau ait été perdu.
Les scènes peintes sont le plus souvent statiques, montrant Hōnen priant, méditant ou prêchant, avec quelques scènes de foules plus dynamiques. La couleur des rouleaux est brillante, rehaussée par dorure et feuille d’or pour les montagnes et les objets rituels, tandis que la ligne à l’encre est fine et maîtrisée : l’artiste modère la force de son trait pour exprimer une atmosphère paisible et pure.

### Version vendue en 2021
Le 18 novembre 2021, la version dite “Shihonchakushoku Shuikotokuden volume 8”, un bien culturel important, a été vendue aux enchères à Tokyo pour 243.9000.000 de yens. L’identité de l'acheteur n'est pas connue. Le rouleau mesure 16 m de long et 39 cm de haut.

## Historiographie

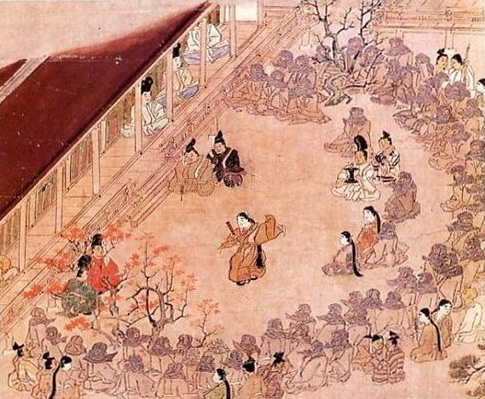
Danses et festivités dans la cour d’un temple. Version du Chion-in, XIVe.

Miroir de leur époque, les emaki constituent des sources historiographiques qui renseignent sur la vie, la société et l’histoire de leur époque. De par sa longueur, la version du Chion-in est particulièrement intéressante. Elle apporte en premier lieu des informations complémentaires sur la vie de Hōnen et de ses disciples, et en second lieu, elle renseigne surtout sur les mœurs et la vie de l’époque de Kamakura,,. Fait peu commun, l’artiste parvient à représenter sous forme picturale les doctrines du moine.